# Фернандес, Себастьян
Себастья́н Бру́но Ферна́ндес Мильери́на  (исп. Sebastián Bruno Fernández Miglierina; 23 мая 1985, Монтевидео) — уругвайский футболист, нападающий клуба «Данубио». Выступал за национальную сборную Уругвая.

## Биография
Начал профессиональную карьеру в клубе «Мирамар Мисьонес» из Монтевидео в 2004 году. В сезоне 2007/2008 выступал за «Дефенсор Спортинг» и это был один из лучших сезонов в истории клуба, ставшего по его итогам в третий раз чемпионом Уругвая. Сам Фернандес в 32 матчах первенства отличился 15 забитыми голами.
С августа 2008 года Себа выступает за аргентинский «Банфилд». В апертуре 2009 года он составил убойную уругвайскую связку с Сантьяго Сильвой. «Банфилд» впервые в своей истории стал чемпионом Аргентины.
В августе 2010 года Фернандес перешёл в испанскую «Малагу» за 3,6 млн евро, став самым дорогим приобретением в истории клуба на тот момент. Он подписал четырёхлетний контракт с клубом. 28 августа в своем дебютном матче против «Валенсии», Себа забил свой первый гол за новый клуб. Первый сезон Фернандес с 7 мячами закончил вторым лучшим бомбардиром команды.
21 ноября 2012 года в матче группового этапа Лиги чемпионов против «Зенита», Феранадес забил гол и был признан лучшим футболистом матча.
30 августа 2013 года перешёл в испанский «Райо Вальекано» на правах свободного агента. С августа 2014 года выступает за «Насьональ».
Фернандес — невысокий игрок и ему свойственны как отрицательные, так и положительные черты таких «маленьких» нападающих таранного типа — объективно ограниченная возможность борьбы на «втором этаже» компенсируется высокой скоростью, мощными и точными ударами, низкий центр тяжести даёт большую устойчивость и координацию игрока в борьбе за мяч.
Фернандес впервые сыграл за сборную Уругвая в мае 2006 года, когда он вышел на 85-й минуте на замену в товарищеском матче против Румынии. В мае 2008 года провёл ещё 2 товарищеских матча за сборную (против Турции и Норвегии — выход на замену на 45 и 80 минутах соответственно). В августе 2009 года сыграл уже четвёртый товарищеский матч и вновь вышел на замену против Алжира (82 минута). Наконец, в ноябре того же года сыграл официальный матч в рамках стыковых матчей к чемпионату мира — в Сан-Хосе против костариканцев Фернандес сыграл в последние 10 минут.

### Голы за сборную Уругвая
| #   | Дата            | Место                            | Противник | Счёт | Результат | Соревнование      |
| --- | --------------- | -------------------------------- | --------- | ---- | --------- | ----------------- |
| 01. | 12 октября 2010 | Ухань Спорт Сентр, Ухань, Китай  | Китай     | 0:4  | 0:4       | Товарищеский матч |
| 02. | 15 ноября 2011  | Олимпийский стадион, Рим, Италия | Италия    | 0:1  | 0:1       | Товарищеский матч |

## Достижения
- Чемпион Уругвая (5): 2007/08, 2014/15, 2016, 2019, 2020
- Победитель Промежуточного турнира (2): 2017, 2018
- Обладатель Суперкубка Уругвая (1): 2019
- Чемпион Аргентины (1): 2009 (Клаусура)